# Brandende liefde (musical)
Brandende liefde is een Nederlandse musical. Het betreft een bewerking van de gelijknamige roman van Jan Wolkers uit 1981.
In een statig huis aan de Sarphatistraat in Amsterdam woont Mademoiselle Bonnema (Catherine ten Bruggencate), in haar mooiste dagen inspiratiebron voor vele jonge kunstenaars. Wie haar op z'n doeken had geschilderd, telde mee voor musea en galerieën. Een jonge kunstenaar (Daniël Boissevain) probeert bij haar in het gevlij te komen. Mademoiselle Bonnema kan de jongen wel gebruiken, want haar vader (Frits Lambrechts) heeft de ziekte van Parkinson en moet verzorgd worden. De jonge kunstenaar trekt in bij Mademoiselle Bonnema. In datzelfde huis woont ook Anna (Loes Haverkort), de vrouw van een beroemde concertpianist (Floris Verbeij). De jonge kunstenaar wordt smoorverliefd op de prachtige meid die zelf ook niet koel blijft onder zijn aandacht. Hun liefde wordt echter bedreigd door de aanwezigheid van Mademoiselle Bonnema die blijkbaar een duister geheim uit het verleden met zich meedraagt. Een geheim dat het geluk van de bewoners van het huis ernstig zal kunnen verstoren.
De bewerking van Brandende liefde werd gedaan door Dick van den Heuvel (script), Fons Merkies (regie en muziek) en Sjoerd Kuyper (liedteksten). De voorstelling werd geproduceerd door Femme Hammer (Beeldenstorm) en Harry Kies (HKTP). De voorstelling zal op 2 maart 2009 in première gaan in de Leidse Schouwburg.